# تادئوس پلچینسکی

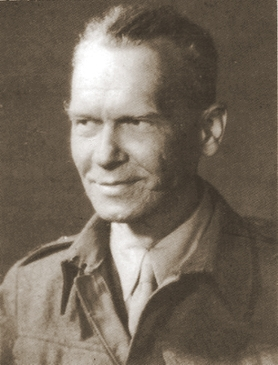
تادئوس پلچینسکی

تادئوس پلچینسکی (به لهستانی: Tadeusz Walenty Pełczyński) (نام‌های مخفف: Grzegorz , Adam , Wolf , Robak؛ ورشو، ۱۴ فوریه ۱۸۹۲–۳ ژانویه ۱۹۸۵ لندن) یک ژنرال ارتش لهستان، افسر اطلاعاتی و رئیس بخش عمومی ستاد دوم (رسته اطلاعات نظامی) بود.
در طی جنگ جهانی دوم، او رئیس ستاد ارتش میهنی (ژوئیه ۱۹۴۱ - اکتبر ۱۹۴۴) و معاون فرمانده آن (ژوئیه ۱۹۴۳ - اکتبر ۱۹۴۴) بود.

## جنگ جهانی اول

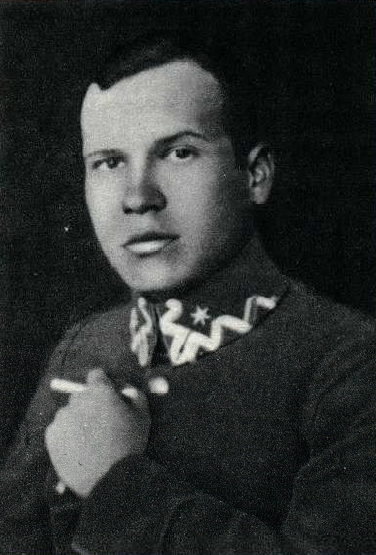
تادئوس پلچینسکی در سال 1916

پلچینسکی در ورشو به دنیا آمد و از همان دوران نوجوانی عضو گروه‌های میهن‌پرستی بود که خواستار استقلال کشور و تشکیل دولت مستقل لهستان بودند. او در سال وارد دانشگاه یاگیلونیا برای تحصیل پزشکی شد. در هنگام آغاز جنگ جهانی اول او از طرف آلمانی‌ها به کار گرفته شد تا در اردوگاه‌های اسرا روس به عنوان پزشک حضور داشته باشد. پس از پایان کارش در اردوگاه او در سال ۱۹۱۵ میلادی به لژیون لهستانی‌ها پیوست و فرماندهی واحدهای مختلفی را در جریان جنگ به عهده داشت. در سال ۱۹۱۷ میلادی او که از خوردن سوگند وفاداری به امپراتور آلمان سر باز زده بود زندانی شد و باقی مدت جنگ را در زندان به سر برد.
پس از پایان جنگ جهانی اول در سال ۱۹۱۸ میلادی پلچینسکی به عضویت ارتش لهستان درآمد و طی سال‌های بعد فرماندهی واحدهای مختلف نظامی را بر عهده داشت تا آنکه به فرماندهی بخش اطلاعات نظامی ارتش لهستان منصوب شد. در طی دوره فرماندهی او بر این بخش بود که لهستانی‌ها اطلاعات کشف شده خود از ماشین رمز نگاری آلمانی‌ها به نام انیگما را به متفقین دادند که در طول جنگ جهانی دوم کمک زیادی به متفقین کرد.

## جنگ جهانی دوم
پلچینسکی با شکست لهستان و تقسیم آن میان آلمان و شوروی مشغول سازماندهی اولین گروه‌های مقاومت مانند سرویس پیروزی لهستان و اتحادیه مبارزه مسلحانه شد. او ابتدا در لوبلین مشغول بود اما به علت خطر دستگیری به ورشو رفت و از سال ۱۹۴۳ به عنوان معاون فرمانده ارتش میهنی معرفی گشت.
در طول قیام ورشو او از فرماندهان مهم شورشیان بود و در ۴ سپتامبر ۱۹۴۴ در اثر بمباران به شدت زخمی شد و سپس همراه با باقی مانده نیروهای لهستانی در ۳ اکتبر تسلیم نیروهای آلمانی گشت. او پس از پایان جنگ جهانی دوم به لندن رفت و در سال ۱۹۸۵ در همان شهر درگذشت.